# 20-я моторизованная штурмовая инженерно-сапёрная бригада
20-я моторизованная штурмовая инженерно-сапёрная бригада — моторизованная штурмовая инженерно-сапёрная бригада Вооружённых сил СССР во время Великой Отечественной войны.

## История
Бригада сформирована 08.05.1944 года в Московском военном округе.
В составе Действующей армии:
- с 19.06.1944 по 15.11.1944
- с 09.08.1945 по 03.09.1945 года.

40-й отдельный ордена Красной Звезды батальон ранцевых огнемётов:
- с 29.06.1944 по 15.11.1944,
- с 12.03.1945 по 09.05.1945
- с 09.08.1945 по 03.09.1945.

В июне 1944 года переброшена на Свирский оборонительный рубеж в район Лодейное Поле Перед началом Свирско-Петрозаводской операции готовила средства и места переправы; с 21.06.1944 обеспечивала переправу войск через Свирь, разминированием и подрывом укреплений. В наступлении части бригады разминировали пути движения колонн, восстанавливали мосты и дороги, строили переправы, вели прокладку объездных путей. Была оперативно подчинена 99-му стрелковому корпусу. Так, в частности, 09.07.1944 обеспечивала строительство переправ на реке построили на реке Вуокса.
Затем переброшена в Заполярье, где принимала участие в Петсамо-Киркенесской операции. Боевые действия начала заброской в тыл ещё 18.09.1944 специального отряда из 108 человек. Целью отряда было разведать маршруты движения 126-го и 127-го лёгких стрелковых корпусов, вести непрерывную разведку. С началом наступления дезорганизовать управление силами и манёвр противника, совершая налёты на гарнизоны, подрывая мосты, линии связи, военные сооружения, минируя дороги и пригодные для движения дефиле, давая целеуказания авиации; разрушить подвесную канатную дорогу от порта Петсамо до линии фронта.
Из воспоминаний А. Ф. Хренова
каждый сапер имел автомат с патронами и ручные гранаты, а каждый взвод — по ручному пулемету. Кроме того, отряд нес с собой тонну тротила в шашках с принадлежностями для взрывания, 30 противотанковых гранат, три противотанковых ружья, две рации, медикаменты, продукты на 13 суток.
Отряд бригады только за 07 и 09.10.1944 взорвал мост во время прохождения по нему колонны войск противника, нарушил связь и разгромил гарнизон врага в районе озера Пикку.
Оставшиеся части бригады с 07.10.1944 занимались в ходе операции непосредственной поддержкой наступающий войск, разрушали укрепления в районе Луостари. В конце октября 1944 частью разминировала дороги в тылу. При этом бригада обеспечивала форсирование частями 99-го стрелкового корпуса озёр Салми-Ярви, Ланг-фьорд, Бек-фьорд.
В конце ноября 1944 года вернулась на территорию СССР.
По-видимому, из состава бригады в 13-ю штурмовую инженерно-сапёрную бригаду был временно передан 40-й отдельный батальон ранцевых огнемётов, (взамен такого же 28-го батальона), который принимал участие в боях на территории Польши в апреле 1944 года
В июне 1945 года бригада была передислоцирована на Дальний Восток.
Во время Харбино-Гиринской операции два специальных отряда из состава бригады, предназначенные для обеспечения сохранности трёх железнодорожных туннелей на КВЖД в полосе 5-й армии в полночь на 09.08.1945 года перешли границу и по сигналу одновременно начали бой. Штурмовые группы бросились к туннелям с разных сторон. Одновременно были атакованы казармы охранного гарнизона. Группы подрывников, выдвинувшись на 100—150 метров за туннели, заминировали железную дорогу на случай подхода бронепоездов со стороны маньчжурской станции Пограничной, а частью закрепились в самой станции.
Затем из состава бригады вновь были сформированы два отряда специального назначения, по 150 человек каждый, задачей которых было не допустить уничтожения мостов в Харбине и Гирине (операция «Мост» или Харбино-Гиринская десантная операция). 18.08.1945 около семи часов вечера отряды были переброшены посадочным десантом в названные города, овладели аэродромами со всеми их объектами и службами.

## Полное наименование
- 20-я моторизованная штурмовая инженерно-сапёрная Свирская Краснознамённая ордена Суворова бригада

## Состав
- 2-й гвардейский отдельный моторизованный штурмовой инженерно-сапёрный батальон

(переформирован 19.04.1944 из 2-го гвардейского отдельного моторизованного инженерного батальона 8-й армии)
- 28-й батальон ранцевых огнемётов (п.п. 44552)
- 135-й гвардейский отдельный моторизованный штурмовой инженерно-сапёрный батальон (п.п.29111)

- 109-й отдельный моторизованный штурмовой инженерно-сапёрный Новгородский батальон

(переформирован 14.04.1944 из 109-го отдельного моторизованного инженерного батальона)
- 222-й отдельный моторизованный штурмовой инженерно-сапёрный батальон

(сформирован 09.09.1944 из 223-го отдельного моторизованного инженерного батальона и 01.05.1944 из 222-го отдельного моторизованного инженерного батальона)
- 447-й отдельный моторизованный штурмовой инженерно-сапёрный Ропшинский батальон

(переформирован 25.04.1944 из 447-го отдельного моторизованного инженерного батальона)
- 40-й отдельный ордена Красной Звезды батальон ранцевых огнемётов
- Моторизованная разведывательная рота
- Лёгкий переправочный парк
- Взвод связи
- Комендантский взвод
- Рота вожатых собак-миноискателей

## Подчинение
| Дата            | Фронт (округ)             | Армия                                 | Корпус | Дивизия | Примечания                                            |
| --------------- | ------------------------- | ------------------------------------- | ------ | ------- | ----------------------------------------------------- |
| 01.06.1944 года | Московский военный округ  | -                                     | -      | -       | -                                                     |
| 01.07.1944 года | Карельский фронт          | 7-я армия                             | -      | -       | -                                                     |
| 01.08.1944 года | Карельский фронт          | 7-я армия                             | -      | -       | -                                                     |
| 01.09.1944 года | Карельский фронт          | 7-я армия                             | -      | -       | -                                                     |
| 01.10.1944 года | Карельский фронт          | 14-я армия                            | -      | -       | -                                                     |
| 01.11.1944 года | Карельский фронт          | 14-я армия                            | -      | -       | -                                                     |
| 01.12.1944 года | Резерв Ставки ВГК         | Полевое управление Карельского фронта | -      | -       | -                                                     |
| 01.01.1945 года | Резерв Ставки ВГК         | Резервное фронтовое управление        | -      | -       | -                                                     |
| 01.02.1945 года | Резерв Ставки ВГК         | Резервное фронтовое управление        | -      | -       | -                                                     |
| 01.03.1945 года | Резерв Ставки ВГК         | Резервное фронтовое управление        | -      | -       | -                                                     |
| 01.04.1945 года | Резерв Ставки ВГК         | Резервное фронтовое управление        | -      | -       | кроме 40-го ооб в подчинении 2-го Белорусского фронта |
| 01.05.1945 года | Резерв Ставки ВГК         | Резервное фронтовое управление        | -      | -       | кроме 40-го ооб в подчинении 2-го Белорусского фронта |
| 01.06.1945 года | -                         | -                                     | -      | -       | нет данных                                            |
| 01.07.1945 года | Приморская группа войск   | 35-я армия                            | -      | -       | -                                                     |
| 01.08.1945 года | Приморская группа войск   | 5-я армия                             | -      | -       | -                                                     |
| 09.08.1945 года | 1-й Дальневосточный фронт | 5-я армия                             | -      | -       | -                                                     |
| 03.09.1945 года | 1-й Дальневосточный фронт | 5-я армия                             | -      | -       | -                                                     |

## Командиры
- К. Я. Аршба, полковник
- А. И. Ефанов, полковник- летом-осенью 1945

## Награды
| Награда (наименование)           | Дата награждения                                                    | За что получена |
| -------------------------------- | ------------------------------------------------------------------- | --- |
| Почётное наименование «Свирская» | Приказ Верховного Главнокомандующего СССР № 0174 от 02.07.1944 года | В ознаменование одержанной победы и за успешные боевые действия в ходе Свирско-Петрозаводской операции |
| Орден Красного Знамени           | Указ Президиума Верховного Совета СССР от 14.11.1944 года           | За образцовое выполнение боевых заданий командования на фронте борьбы с немецкими захватчиками, за освобождение района Никель,Ахмалахти,Сальмиярви и проявленные при этом доблесть и мужество. |
| Орден Суворова II степени        | Указ Президиума Верховного Совета СССР от 19.09.1945 года           | За образцовое выполнение заданий командования в боях против японских войск на Дальнем Востоке при форсировании реки Уссури, прорыве Хутоуского, Мишаньского, Пограничненского и Дуннинского укреплённых районов, овладении городами Мишань, Гирин, Яньцзи, Харбин и проявленные при этом доблесть и мужество. |

## Воины бригады
| Награда | Ф. И.О.                         | Должность                                                                                     | Звание    | Дата награждения |
| ------- | ------------------------------- | --------------------------------------------------------------------------------------------- | --------- | ---------------- |
|         | Гладышев, Николай Александрович | Командир отделения 222-го отдельного моторизованного штурмового инженерно-сапёрного батальона | сержант   | 21.07.1944       |
|         | Гришин, Юрий Михайлович         | Сапёр 222-го отдельного моторизованного штурмового инженерно-сапёрного батальона              | ефрейтор  |                  |
|         | Каковкин, Иван Григорьевич      | Командир отделения 222-го отдельного моторизованного штурмового инженерно-сапёрного батальона | сержант   | 21.07.1944       |
|         | Плис, Иван Григорьевич          | Командир взвода 222-го отдельного моторизованного штурмового инженерно-сапёрного батальона    | лейтенант | 21.07.1944       |